# Cylindrarctus ludovicianus
Cylindrarctus ludovicianus är en skalbaggsart som först beskrevs av Brendel 1893.  Cylindrarctus ludovicianus ingår i släktet Cylindrarctus och familjen kortvingar. Inga underarter finns listade i Catalogue of Life.